# Terre de Milne
La Terre de Milne est une île de l'est du Groenland.

## Géographie
Avec une superficie de 3 913 km2, la Terre de Milne est la troisième plus grande île du Groenland, après l'île principale et l'île de Disko. Elle mesure 113 km de long entre Moræne Pynt au sud-ouest et Bregnepynt au nord-est, et jusqu'à 45 km de large.
L'île fait partie d'un archipel qui inclut Storø  au sud-ouest, Ujuaakajiip Nunaa au sud-est et Bjørne Øer au nord-est. Elle est séparée de la péninsule Renland au nord par l'Øfjord (6 à 10 km de large), de la péninsule Gåseland au sud par le Gåseland (4 à 6 km de large) et du reste du Groenland à l'ouest par le Rødefjord (4 à 14 km de large). À l'est, la terre de Jameson est distante de 40 km, séparée de la terre de Milne par le Scoresby Sund.

## Démographie
La Terre de Milne est inhabitée. Le plus proche village est Ittoqqortoormiit, sur la terre de Jameson.

## Histoire
L'île porte le nom de l'amiral britannique David Milne (1763-1845), nom donné par le capitaine William Scoresby qui lors d'un voyage en 1822, observa et référença avec une précision remarquable 400 miles de la côte orientale du Groenland.